# Éperonnier chinquis

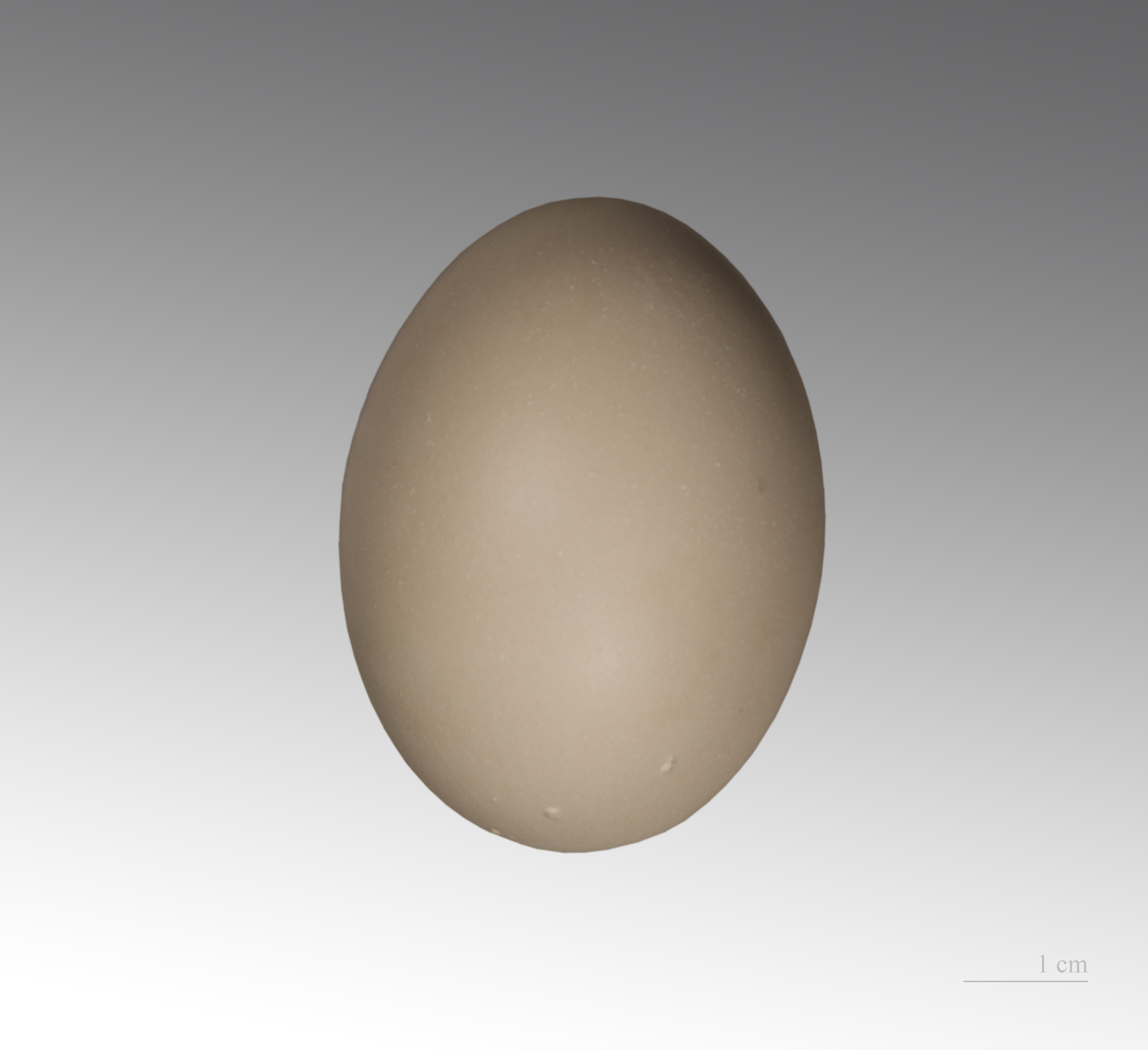
Polyplectron bicalcaratum- Muséum de Toulouse

Polyplectron bicalcaratum
Espèce
Statut de conservation UICN

 LC  : Préoccupation mineure
Statut CITES
L'Éperonnier chinquis (Polyplectron bicalcaratum) est une espèce d'oiseaux de la famille des Phasianidae.

## Historique et dénomination
Il est décrit par Carl von Linné en 1758 sous le nom initial de Pavo bicalcaratus. Le nom spécifique bicalcaratum fait référence aux éperons du mâle et vient du latin « bi » (deux) et « calcar » (éperon) donc littéralement « à double éperon ».

### Nom vernaculaire
- Éperonnier chinquis. Le nom français « chinquis » est l’adaptation du nom chinois « tshinquis » ou encore « chin-tchienkhi » mais le nom officiel chinois est « hui kongquezhi » qui signifie « éperonnier gris » que l’on retrouve d’ailleurs dans les noms anglais et allemands.

### Synonymie
- Pavo bicalcaratus Linné, 1758

## Taxinomie
Cinq sous-espèces sont reconnues :
- Polyplectron bicalcaratum bakeri  (Lowe, 1925) - forêts tropicales du nord de l'Inde et au Bhoutan.
- Polyplectron bicalcaratum bailyi  (Lowe, 1925) - Dans l'Himalaya.
- Polyplectron bicalcaratum bicalcaratum  (Linnaeus, 1758) - Birmanie, Thaïlande et le Laos.
- Polyplectron bicalcaratum ghigii (Delacour & Jabouille, 1924) - Région centrale et Nord du Vietnam à l'Est du Tonkin et le centre du Laos.
- Polyplectron bicalcaratum katsumatae - Hainan (Sud de la Chine).

## Description
L'éperonnier chinquis mesure de 55 à 75 cm de long. Il pèse de 500 g à 1 kg. Il y a un léger dimorphisme sexuel entre la femelle et le mâle.

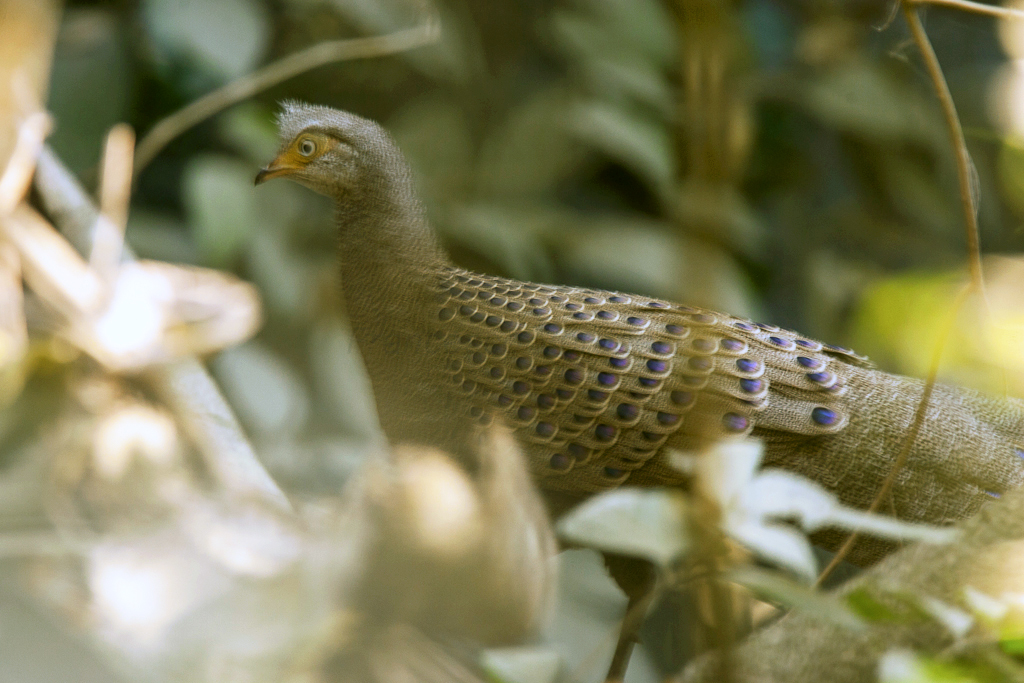
Éperonnier chinquis, parc national de Kaeng Krachan, Thaïlande

Ce grand gibier est doté d'ocelles sur les ailes et la queue : violets chez le mâle ; noir et blanc chez la femelle.

## Distribution
Sikkim, Bhoutan, nord-est de l’Inde, est du Bangladesh, Myanmar et sud de la Chine (ouest du Yunnan, sud du Gouangsi), Thaïlande, sud du Laos, extrême nord-est du Cambodge, centre du Viêt-nam (Tonkin et nord de l’Annam).

## Habitat
Il habite les forêts tropicales humides de plaine et de montagne jusqu'à 1 800 m d'altitude.
Baker (1935), de son observation dans le nord-est de l’Inde, rapporte que l’éperonnier chinquis est inféodé à plusieurs types d’habitats comme un épais sous-bois le long des rivières, la forêt sempervirente dense, les buissons touffus et les formations de bambous. Un autre habitat consiste en un épais sous-bois et une forêt secondaire de petits arbres de trois ou quatre ans ayant colonisé une rizière en terrasse abandonnée. Un troisième biotope comporte des ravins en terrain très escarpé avec des affleurements rocheux et d’épais buissons en pleine forêt vierge.

## Alimentation
Le régime alimentaire est omnivore. Cet oiseau gratte la terre à la recherche de nourriture : matière végétale et insectes. Les fruits (jaunes ou rougeâtres) tombés des grands figuiers étrangleurs (Ficus) attirent particulièrement les éperonniers chinquis (Hennache & Ottaviani 2006). 

## Comportement non social
Il est très méfiant et prompt, au moindre danger, à se mettre à couvert dans la végétation plutôt qu’à s’envoler. Il trahit généralement sa présence par des cris excités « wakwak-wak-wak-wak » émis sporadiquement en cours de journée en période de reproduction, et à l’aube ou le soir hors saison de nidification (Hennache & Ottaviani 2006).
Grey Peacock-Pheasant - Polyplectron 

## Comportement social
Les premiers auteurs (Beebe 1918-22, Baker 1930), d’après leurs observations en milieu naturel, suspectaient un régime de monogamie (défense du territoire, cohésion des couples, durabilité de l’appariement). Pourtant, cela mérite confirmation car des cas de polygamie ont été constatés en captivité (Hennache & Ottaviani 2006).

## Parade nuptiale

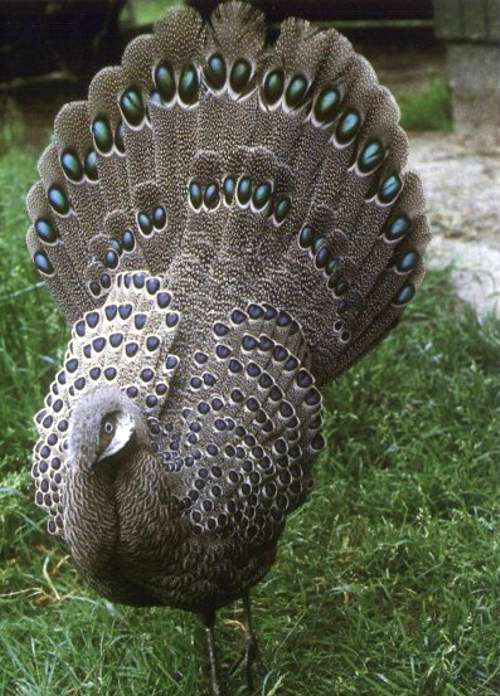
Mâle faisant la roue, un peu comme un paon, lors de la parade nuptiale

Pendant la parade, le mâle émet souvent des sifflements aigus et grinçants. Il hérisse sa huppe en avant, gonfle le reste de son plumage et avance lentement vers la femelle tout en ouvrant tantôt une aile, tantôt l’autre. Parfois, il se fige sur place, tête baissée et toutes plumes déployées. Puis il prend un fragment de nourriture au sol et le dépose devant sa partenaire. Si elle le saisit, il se redresse brusquement sur ses pattes, s’écrase au sol, étale les ailes et la queue en éventail mettant ainsi en valeur ses ocelles aux reflets métalliques. Cette roue peut être latérale ou frontale selon la position de la femelle mais au paroxysme de la parade, il se tient face à elle et incline tellement les pattes que les épaules et la tête touchent le sol, les plumes de la queue étant alors parfaitement verticales. Ses yeux semblent alors briller et tous les ocelles projettent de belles couleurs irisées (Hennache & Ottaviani 2006).

## Nidification
Un nid découvert par Clarke en mai, dans le Cachar, était placé au pied d’un grand buisson parmi des herbes et des petites cannes sur le sol onduleux de la jungle. Il était fait de rameaux et de feuilles grossièrement assemblés avec un revêtement des propres plumes de la femelle (Hennache & Ottaviani 2006).
Baker (1930) rapporte qu’il avait découvert, dans une cavité, un nid situé à proximité d’un ravin, dans le sous-bois dense. Il contenait deux œufs posés sur quelques feuilles et autres débris végétaux. 
En captivité, les femelles suivies de poussins sont extrêmement agressives entre elles mais pas envers le mâle. 
Des observations dans la nature ont montré que cette espèce vivait préférentiellement en famille durant la période d’élevage des oisillons.

## Statut, conservation
Madge & McGowan (2002) décrivent son statut comme commun, rare ou local à travers son aire de distribution très étendue. L’éperonnier chinquis n’est pas rare localement dans les forêts non transformées du nord-est de l’Inde et même fréquent au Bhoutan mais il est rare et local en Thaïlande sauf dans les vastes zones protégées où il est franchement commun, comme dans le parc national de Thung Salaeng Luang. Les auteurs insistent sur l’urgence de prendre des mesures de conservation car, malgré une réglementation du gouvernement chinois, l’espèce est toujours chassée pour l’alimentation.